# NGC 1955
NGC 1955 est un amas ouvert associé à une nébuleuse en émission situé dans la constellation de la Dorade. Cette nébuleuse est une région d'émission HII. Cet amas et cette nébuleuse sont situés dans le Grand Nuage de Magellan. NGC 1955 a été découvert par l'astronome écossais James Dunlop en 1826. 